# 和田野
和田野（わだの）は、京都府京丹後市弥栄町の地名。大字としての名称は弥栄町和田野（やさかちょうわだの）。
丹後半島を日本海側に抜ける主要道路である府道656号線が通る竹野川沿いにあり、対岸の溝谷地区とともに弥栄町の中心的な集落である。
20世紀末には地内の大田南5号古墳から日本最古の紀年鏡「方格規矩四神鏡」（重要文化財）などが出土し、邪馬台国論争で注目された。

## 地理
丹後半島を北流する竹野川の西岸に位置し、竹野川沿いには水田が広がっている。竹野川には灌漑のための複数の井堰があるが、和田野橋の上流約1キロメートル地点にある和田野井堰はそのうち最大のものである。背後の丘陵地には大田南古墳群など多数の古墳がある。
川上（南）から順にカミジ、ナカジ、シモジという村組に分かれている。また、1組9戸〜12戸からなる18組の隣組があり、隣組に加えて京丹後市営住宅の住民による2組の住宅組がある。

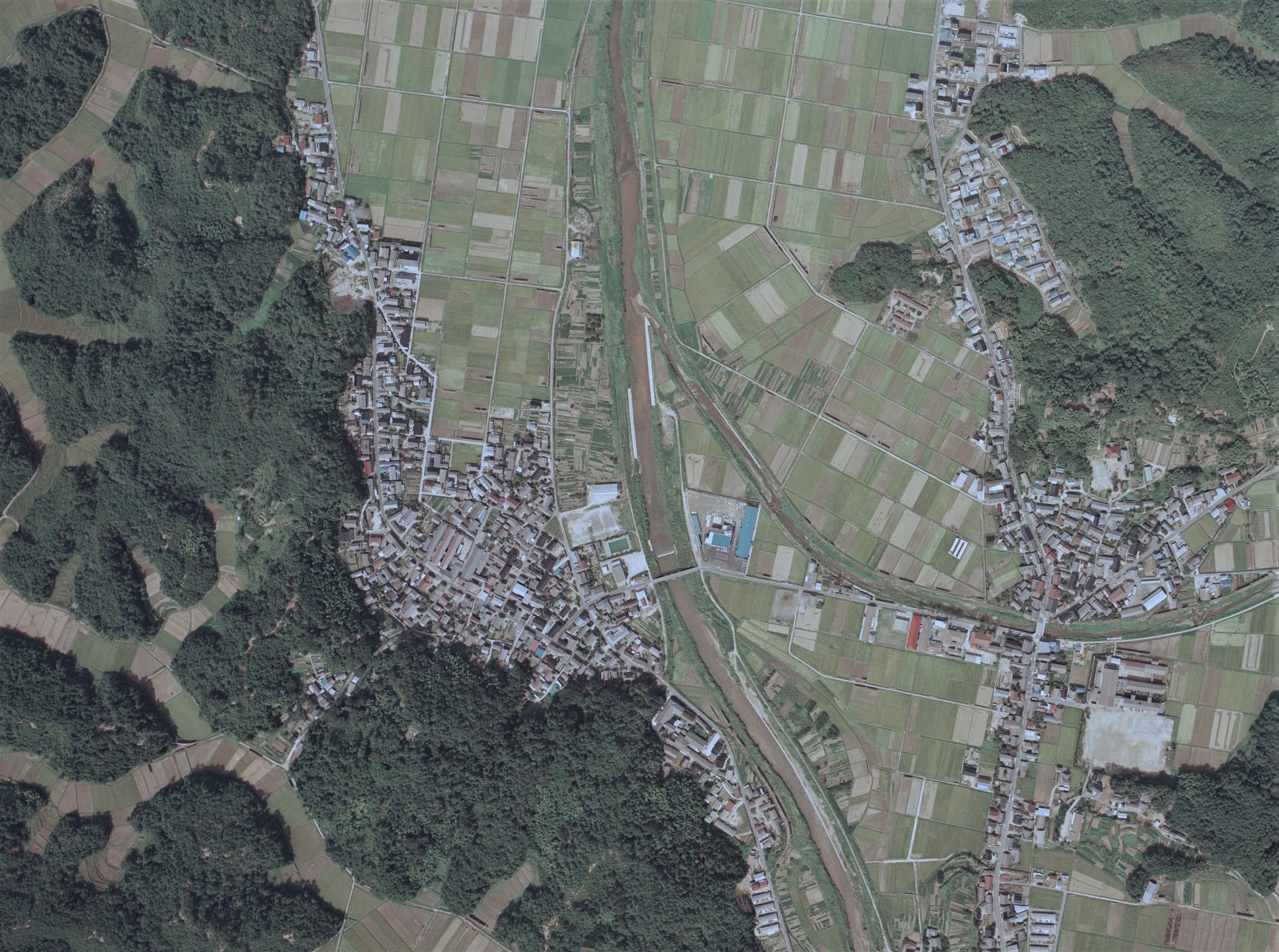
弥栄町和田野（左）、竹野川（中央）、弥栄町溝谷（右）

### 竹野川の改修と和田野橋

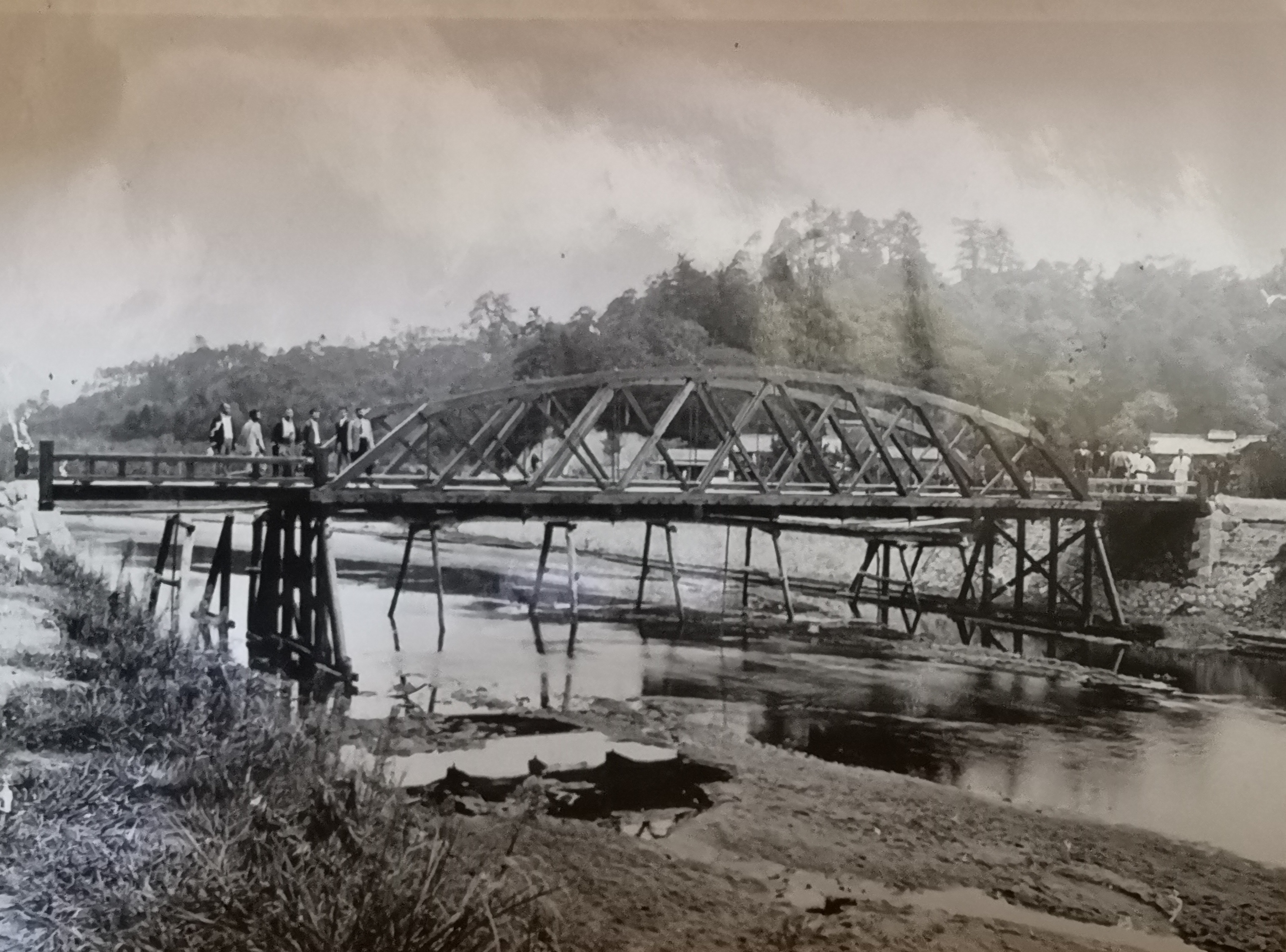
1909年竣工の和田野橋

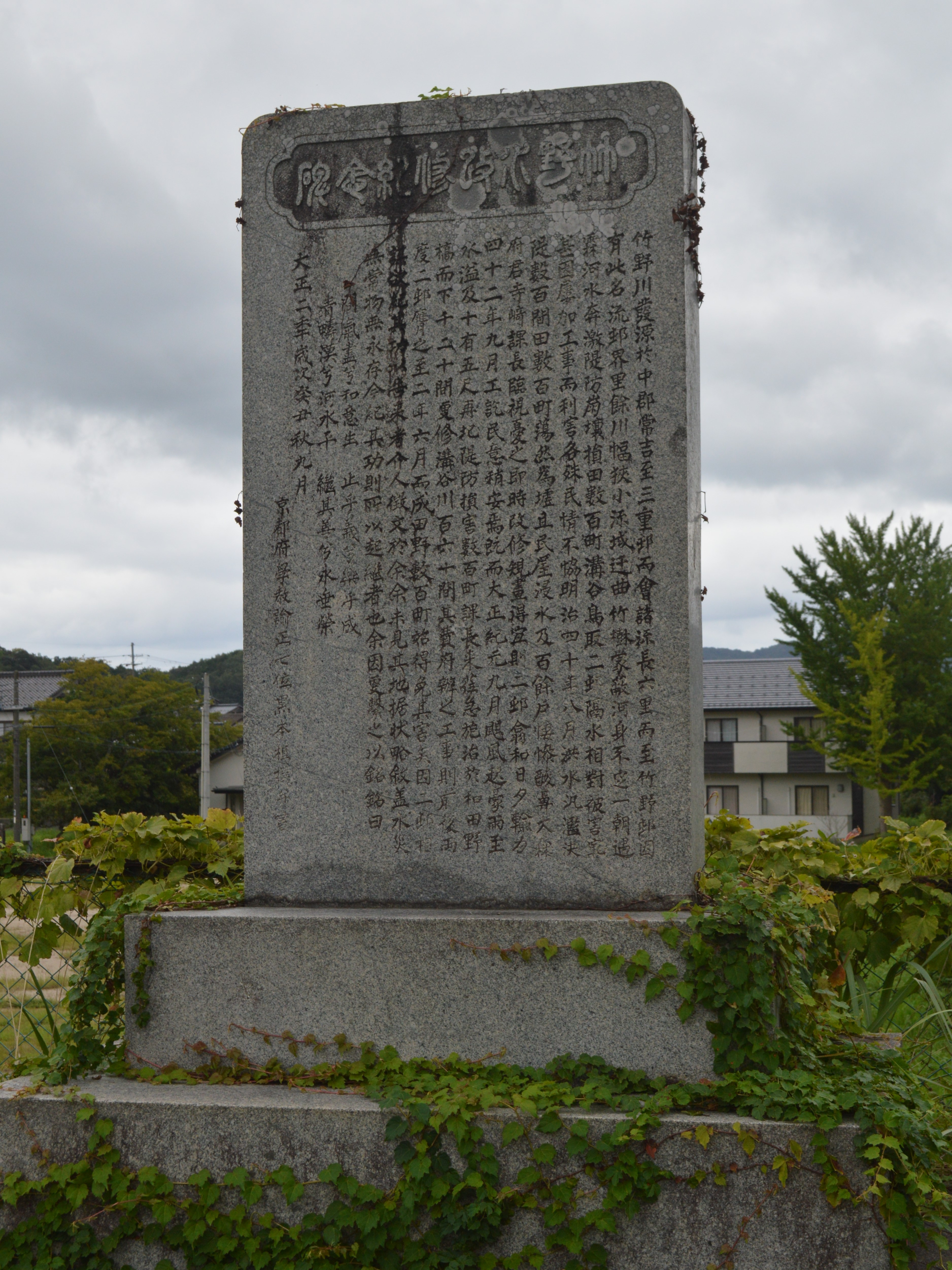
竹野川改修記念碑

和田野地区と溝谷地区を分ける竹野川は、川幅狭く屈曲した河川であったため、洪水の度に氾濫し住民は古くからずっと水害に悩み苦しんだ歴史がある。弥栄平野はもともと湖沼が点在した湿地帯で、竹野川は洪水の都度その流路を変えていた。和田野が「恒枝保（つねえだほ）」とよばれた時代には、隣接する集落に行くにも「七川八飛」といわれた道なき湿地帯を通る必要があり、これらの地域がほぼ耕地化されたのは室町時代の中期以降と推定されている。
1885年（明治18年）5月には「ハゲシロ水」と呼ばれる大洪水で大小13か所の水たまりが生じ、後々まで池や水堀として残ったほどだった。1896年（明治29年）8月にも洪水による被害が発生。1907年（明治40年）9月の大洪水では、和田野橋上下流両岸の堤防が数百メートルにかけて破壊され、田畑、人家共に壊滅的な被害を受け同時に和田野橋も流失した。このような水禍を繰りかえさぬよう時の鳥取村村長、対岸の溝谷村村長が竹野川改修を京都府に陳情した結果、府知事および土木長の視察後すぐに工事着工に至る。和田野橋も仮橋を経て、1909年（明治42年）に木製トラス構造の橋として再生した。
これを始まりとして竹野川改修は続き、1910年（明治43年）和田野橋下流600メートル余りを改修。しかし1912年（大正元年）9月には和田野橋下流で改修後の堤防が全壊、川幅を拡げて再改修を実施。翌1913年（大正2年）、竹野川改修記念碑を和田野橋畔に建立した。さらに1916年（大正5年）に竹野川改修工事が起工するが、1918年（大正7年）9月にも増水5メートルを記録した大洪水が発生し、和田野地区を始め、弥栄町内に甚大な被害を与えた。以後、京都府は竹野川全面の改修計画をたて、逐次改修を進めていく。
1927年（昭和2年）の丹後大震災では、和田野橋が破壊され、1929年（昭和4年）に鉄筋コンクリート製の近代的な橋が竣工した。長さ59.7メートル、幅4.6メートルの新橋大工事には当時珍しい潜水夫が来たため見物人が後を絶たず、橋の竣工を祝った歌（弥栄町黒部出身、今井正視による作詞作曲）も作られ、住民は皆口ずさむなど大変な賑わいであった。1931年（昭和6年）、住民念願の竹野川全面改修工事が完了。
和田野橋は弥栄町の政治、文化、経済の中心地を結ぶ要所にあったが、その後橋幅も狭く大型車のすれ違いも困難として、1983年（昭和58年）に新しい和田野橋が完成し現在も交通の要所である。

## 歴史

### 古代・中世・近世
弥生時代のこの地には坂野遺跡、坂野丘遺跡（現在の京丹後市立鳥取小学校グラウンドの場所）、柿の坂遺跡などがあった。
古墳時代のこの地には大田南古墳群、太田古墳群、坂野古墳、オテジ谷古墳、愛宕山古墳、古天王古墳、寺谷古墳群があった。
かつてこの地は恒枝保（つねえだほ）とよばれており、和田野とよばれるようになった時代は定かでない。郷土史家の萩原勉は、愛宕山に和田氏の居城があったためとする説、吾野（わだの/あがの）が和田野に転じたとする説、河川などが湾曲している部分を表すワタが由来であるとする説を挙げている。
近世の和田野村は宮津藩領だった。『慶長郷村帳』によると村高は917石余、『宝永村々辻高帳』によると717石余、『天保郷帳』によると728石余、『旧高旧領』によると717石余だった。集落の歴史を伝えるものとして、和田野西方寺の過去帳に1837年（天保8年）に大飢饉があり、この年の和田野集落の死者50人中28人の死因が餓死によるものであったことが記録されているほか、1839年（天保10年）11月の「和田野村古絵図」が知られている。

### 近代

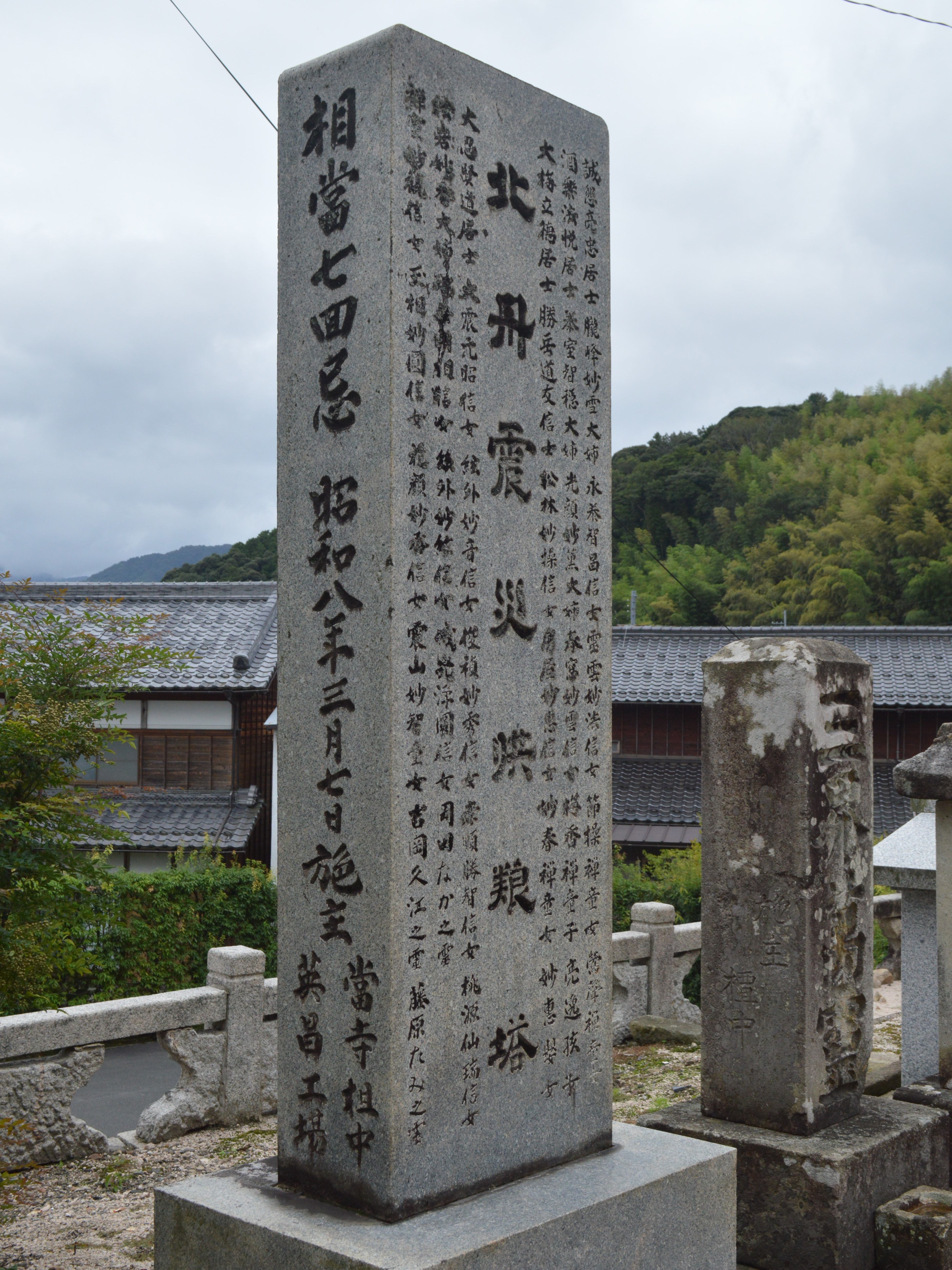
西方寺の北丹震災供養塔

1868年（慶応4年）には久美浜県、1871年（明治4年）には豊岡県の所属となり、1876年（明治9年）には京都府の所属で落ち着いた。1888年（明治21年）時点では126戸を有していた。1889年（明治22年）4月1日には町村制を施行し、和田野村・木橋村・鳥取村が合併して竹野郡鳥取村が発足。鳥取村の大字として和田野が設置された。
1872年（明治5年）に学制が発布されると、1874年（明治7年）には和田野校が開校し、1880年（明治13年）には和田野校の校舎が建設された。1889年（明治22年）には和田野校が統合され、鳥取に鳥取校が開校している。1888年（明治21年）当時の和田野の戸数は126戸だった。
1898年（明治31年）には和田野に北丹銀行が設立された。北丹銀行は1918年（大正7年）に丹後商工銀行（現在の京都銀行の前身のひとつ）和田野支店となっている。
1927年（昭和2年）3月7日には丹後大震災が発生し、和田野では家屋の全壊29棟、半壊34棟の被害が出た。春雨工場から出火して18人が死去するなど、和田野では計35人が犠牲となった。
1930年（昭和5年）時点の和田野橋西側の低地には芝居小屋があり、旅回りの一座による芝居、活動写真の上映などの興行が行われた。1933年（昭和8年）2月1日、鳥取村・溝谷村・吉野村・深田村が合併して弥栄村が発足。弥栄村の大字として和田野が設置された。
太平洋戦争末期の1945年（昭和20年）7月30日には米軍の小型機が和田野に襲来し、春雨工場などが機銃掃射を受けた。太平洋戦争では27人の和田野出身者が戦死している。戦争の影響は町の中心部にある和田野橋にも及び、欄干部分が金属だったため金属供出で外されたため、通行人が落下する事故もあった。

### 現代
1953年（昭和28年）には和田野に映画館の弥栄映劇が開館し、丹後や但馬に複数の館を保有する東史郎によって経営されていたが、1965年（昭和40年）6月に廃館となっている。
1955年（昭和30年）3月1日には弥栄村と野間村が合併して弥栄町が発足。弥栄町の大字として和田野が設置された。1957年（昭和32年）10月には自動車ポンプが配備され、1961年（昭和36年）11月には和田野を通る府道の舗装工事が完成した。1962年（昭和37年）には集落内の道路も初めて舗装されている。
1963年（昭和38年）1月の昭和38年1月豪雪（三八豪雪）では和田野でも積雪2メートルを記録し、家屋全壊5棟、半壊7棟の被害があった。1964年（昭和39年）6月には12戸の弥栄町営住宅団地が完成し、その後2戸増築された。1966年（昭和41年）7月には遊園広場に25メートルの弥栄町営プールが完成した。プールの水には竹野川の伏流水を利用し、浄化装置のほかトンネルシャワー、脱衣所、便所、洗顔所などの衛生面の施設も完備されていた。このころ、和田野区民グラウンド、保育所の新築、勤労主婦と子どもセンター（機業センター）など、公共施設を相次いで整備した。
昭和40年代、和田野区は農業構造改善事業にも着手し、農家の人手不足を補う各種の大型農業機械の導入を進めた。1966年（昭和41年）12月には竹野川衛生センターが完成した。1992年（平成4年）6月、和田野に農業排水を扱う汚水処理施設が完成した。回分式活性汚泥法を採用したこの施設は京都府下で初の農業集落排水処理施設で、当時全国的に見ても類例のない規模を誇った。2002年（平成14年）3月、和田野浄水場が完成した。
1970年（昭和45年）3月には円筒埴輪などが大量に見つかった太田古墳の発掘調査が開始された。1990年（平成2年）から1995年（平成7年）にかけて大田南古墳群の発掘調査が行われ、1996年（平成8年）6月27日には5号墳から出土した「方格規矩四神鏡」が重要文化財に指定された。
1995年（平成7年）には和田野小字中原の山中で弥栄町内初の温泉試堀に成功し、弥栄町総合運動公園（弥栄町木橋）までの給湯管理設備が整備され、弥栄町制40年を記念して弥栄あしぎぬ温泉（弥栄町木橋）が開業した。
2004年（平成16年）4月1日、弥栄町が周辺5町と合併して京丹後市が発足。京丹後市の大字として弥栄町和田野が設置された。2013年（平成25年）7月31日時点の世帯数は299世帯、人口は818人だった。

### 人口と世帯数の変遷
| 人口の変遷         | 人口の変遷 | 人口の変遷 |  |
| ------------------ | ---------- | ---------- |  |
| 1955年（昭和30年） | 995人      |            |  |
| 1960年（昭和35年） | 973人      |            |  |
| 1965年（昭和40年） | 974人      |            |  |
| 1970年（昭和45年） | 911人      |            |  |
| 1975年（昭和50年） | 928人      |            |  |
| 1980年（昭和55年） | 919人      |            |  |
| 1985年（昭和60年） | 920人      |            |  |
| 1990年（平成2年）  | 871人      |            |  |
| 1995年（平成7年）  | 840人      |            |  |
| 2000年（平成12年） | 829人      |            |  |

| 世帯数の変遷       | 世帯数の変遷 | 世帯数の変遷 |  |
| ------------------ | ------------ | ------------ |  |
| 1955年（昭和30年） | 207戸        |              |  |
| 1960年（昭和35年） | 208戸        |              |  |
| 1965年（昭和40年） | 221戸        |              |  |
| 1970年（昭和45年） | 219戸        |              |  |
| 1975年（昭和50年） | 232戸        |              |  |
| 1980年（昭和55年） | 231戸        |              |  |
| 1985年（昭和60年） | 243戸        |              |  |
| 1990年（平成2年）  | 235戸        |              |  |
| 1995年（平成7年）  | 241戸        |              |  |
| 2000年（平成12年） | 247戸        |              |  |

- 人口・世帯数はいずれも国勢調査[46]。

## 産業

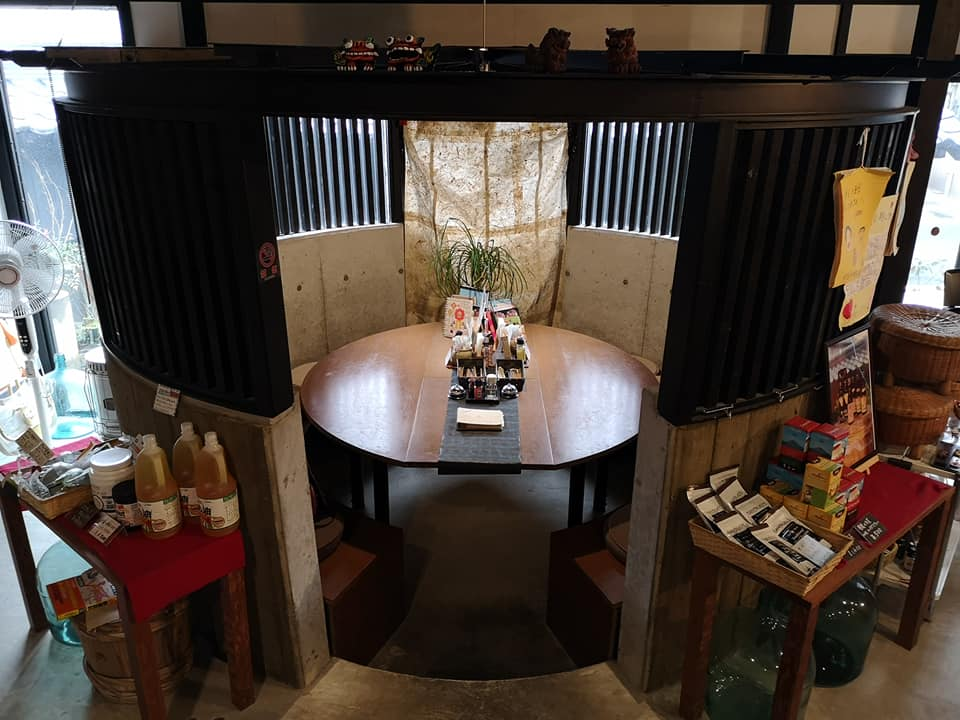
醤油樽を改装しただいまるしょうゆカフェの席

大下倉醤油醸造所
1908年（明治41年）創業の醸造所。ブランドは「だいまるしょうゆ」。2011年（平成23年）10月30日と11月6日にはテレビ朝日系列のバラエティ番組『大改造!!劇的ビフォーアフター』に登場した。作業場を縮小して醤油樽を収納庫にするなどの改装を行い、だいまるしょうゆカフェをオープンさせている。同年末には『「匠」が選ぶビフォーアフター大賞2011』では大賞に輝いた。2016年（平成28年）5月1日には同番組の2時間スペシャルにも登場した。
古与曾
和田野出身の郷土史家である芦田行雄の別宅を改装したコミュニティハウス。

### 農業
国営農地の「弥栄町和田野団地」がある。造成面積29.4ヘクタール、営農面積21.0ヘクタール。1989年（平成元年）から1992年（平成4年）にかけておもに造成され、1991年（平成3年）に営農が開始された。ダイコン、カブ、サツマイモ、ニンニク、小菊などを栽培しており、かつては葉タバコも栽培していた。1999年（平成11年）農地のうち水田の占める割合は4.8ヘクタール。
丹後国営農地開発事業は、1983年（昭和58年）に経営の効率化と新規就農者への機会提供といった農業の構造的な改革をめざして、休耕田に加えて山林原野を開拓することに始まり、弥栄町はその開発事業の中核に位置付けられた。和田野団地は、その先駆けで開発された農地のひとつで、1994年（平成6年）に完成した。
和田野を代表する農業としては、後述する機業の盛衰に伴い、かつては養蚕もさかんにおこなわれたが、1950年（昭和25年）には養蚕を行う農家がなくなり、葉タバコやチューリップを生産する農家が増加した。

### 機業
かつて、和田野を象徴する地場産業として丹後ちりめんなどの機業があった。機屋には発電機などがあったことから、「上海みたいなところだ」と言われるほどであり、和田野に出稼ぎに来る労働者も多かった。2017年（平成29年）には日本遺産に「300年を紡ぐ絹が織り成す丹後ちりめん回廊」が認定されており、構成文化財の「網野・弥栄の機屋の町並み」は和田野と網野町浅茂川が例に挙げられている。

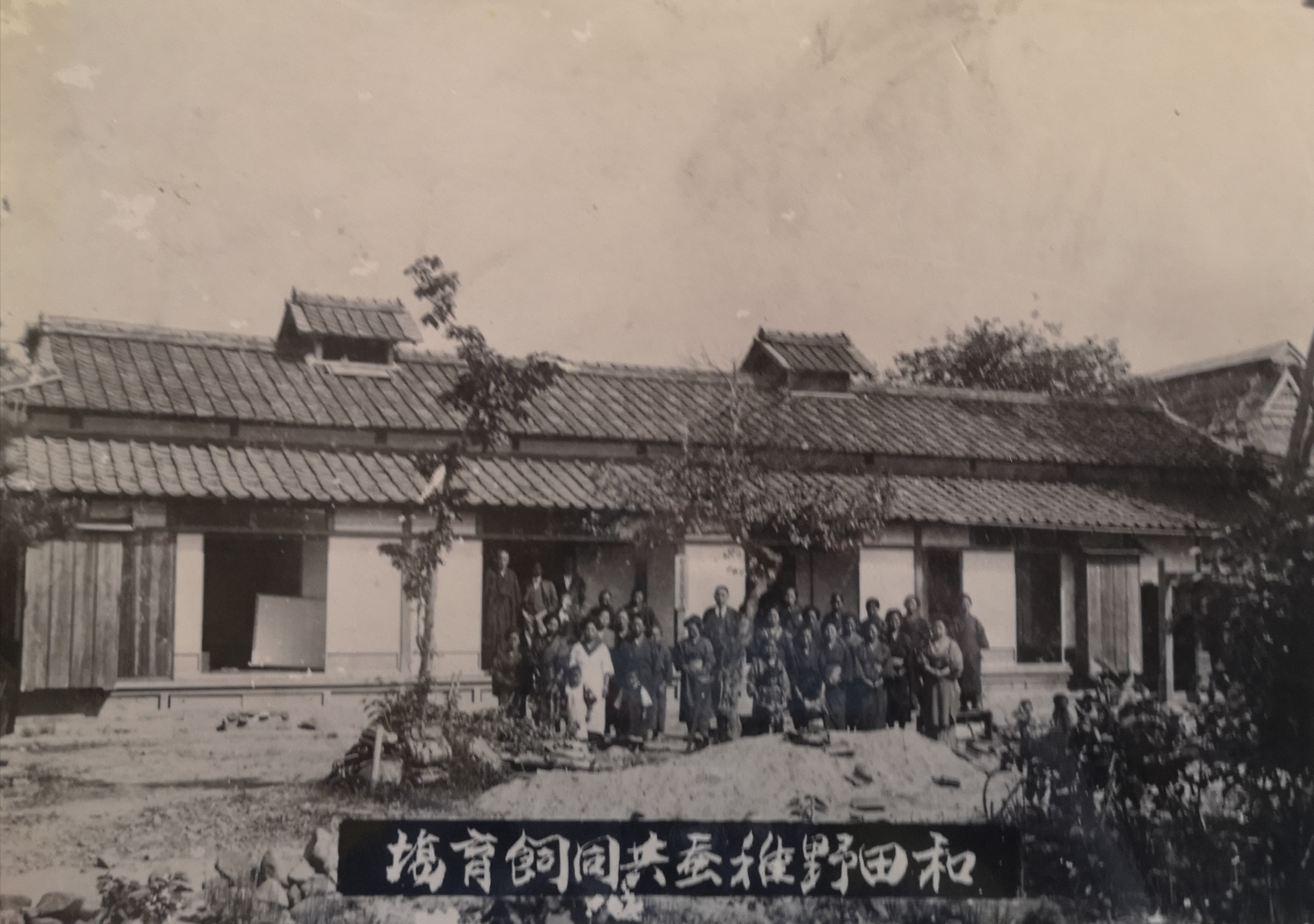
昭和初期の和田野稚蚕共同飼育所

1893年（明治26年）には和田野に英昌組合（春雨織物工場）が創業した。1927年（昭和2年）3月7日には北丹後地震が発生し、春雨工場から出火して女工ら18人が死去した。震災後の1930年（昭和5年）には春雨工場に60馬力の動力用発電機が入り、1933年（昭和8年）にはドイツ製110馬力2気筒の発動機が入った。同年の戸数は138戸、人口は1155人であり、丹後ちりめんの機業に携わる女工が多いという特色があった。
大正末期から昭和初期には養蚕業も普及し、取れた繭は地元の機屋に売られた。1935年（昭和10年）時点の和田野で規模の大きな丹後ちりめん工場としては、120台の織機があり190人の工員がいた春雨工場、61台の織機があり74人の工員がいた新谷共立などがあった。
ちりめん工芸館
丹後ちりめんは白生地の生産が主であるが、「やさか工芸」は染色まで一貫して行うとともに、生産者の直接販売による大幅なコストダウンを達成した有限会社。所在地は和田野584。注文生産の着物を一般価格の半値で引き受けるため、遠方からの旅行客が注文に立ち寄る例も多い。絵葉書やスカーフなどに加工した様々な丹後ちりめん小物とともに、地場産の赤米で染色したネクタイなど、特徴的な製品を扱う。

#### 織物事業所率の推移

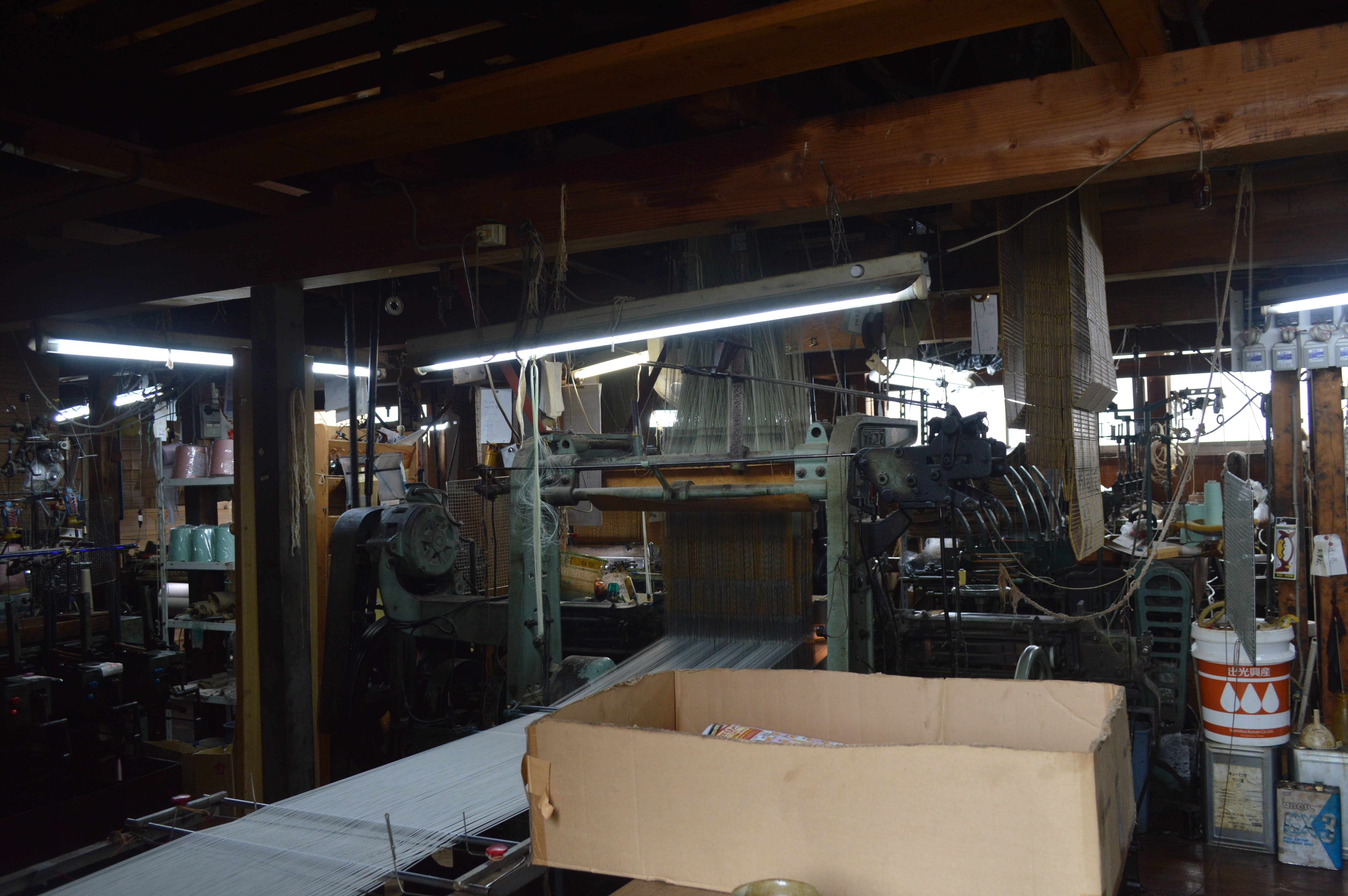
丹後ちりめんの機屋

和田野区に所在する事業所のうち、織物業の占める割合を示す。出典は「弥栄町織物実態調査」。
| 1989年（平成元年） | 25.2% |
| 1991年（平成3年）  | 23.6% |
| 1993年（平成5年）  | 21.5% |
| 1995年（平成7年）  | 19.4% |
| 1996年（平成8年）  | 16.9% |
| 1999年（平成11年） | 13.1% |
| 2000年（平成12年） | 11.4% |
| 2001年（平成13年） | 9.4%  |

## 交通
1970年（昭和45年）、和田野区の田を横切る町道を新設し、竹野川に弥栄大橋を架ける計画が決定した。和田野区は減反と農作業の非効率化、洪水時に水を遮るおそれなどから当初町道新設に反対したが、全町的な立場から容認せざるをえなくなり、区長が交代してこれを認めた。新たな町道は「和田野バイパス」として、昭和50年代、地域産業振興と和田野区内の交通混雑の緩和を目的に、京都府が建設を進め完成した。竹野川の堤防沿いに、機業センター前から弥栄大橋のたもとまで新たに開通したもので、総延長は1,217メートル、幅員7.5メートル、車道6メートルを備えた。
あわせて峰山町矢田から和田野橋までの約2キロメートルの舗装工事が1980年（昭和55年）に完成し、さらに和田野橋から弥栄大橋までの1.2キロメートルの道路工事が同年完成した。1929年（昭和4年）に架けられた和田野橋はこのバイパス工事に伴って改修工事の対象となり、1983年（昭和58年）に新和田野大橋が完成。一帯は弥栄町の交通の要衝となっている。
1990年代には、和田野バイパスの幅員を6〜7メートルから13メートル拡幅する計画がすすみ、「丹後七姫ロマンス道路」と命名された。

## 施設
- 和田野公民館
- 弥栄駐在所
- 京丹後市商工会弥栄支所

## 名所・旧跡

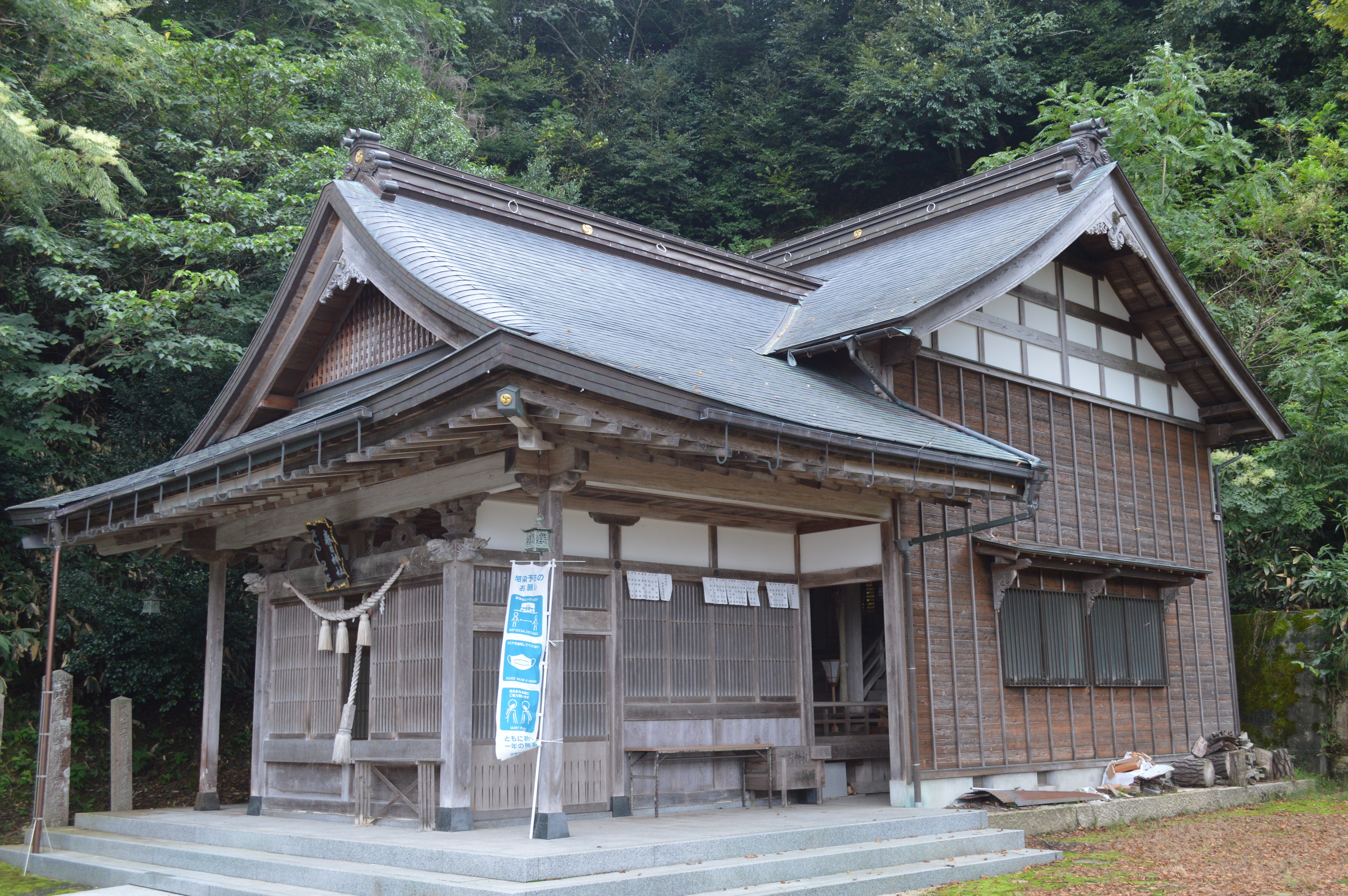
春日神社
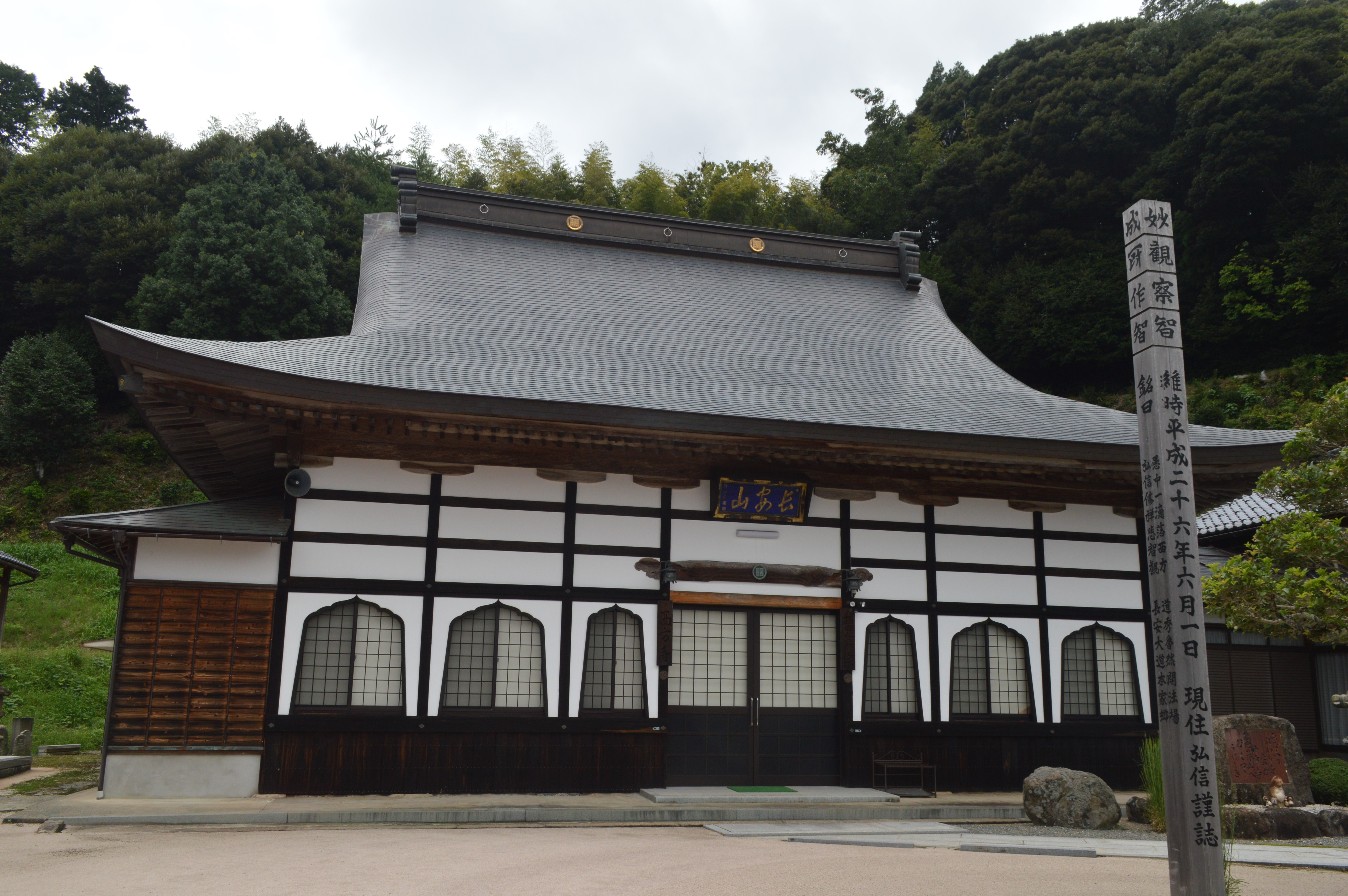
西方寺
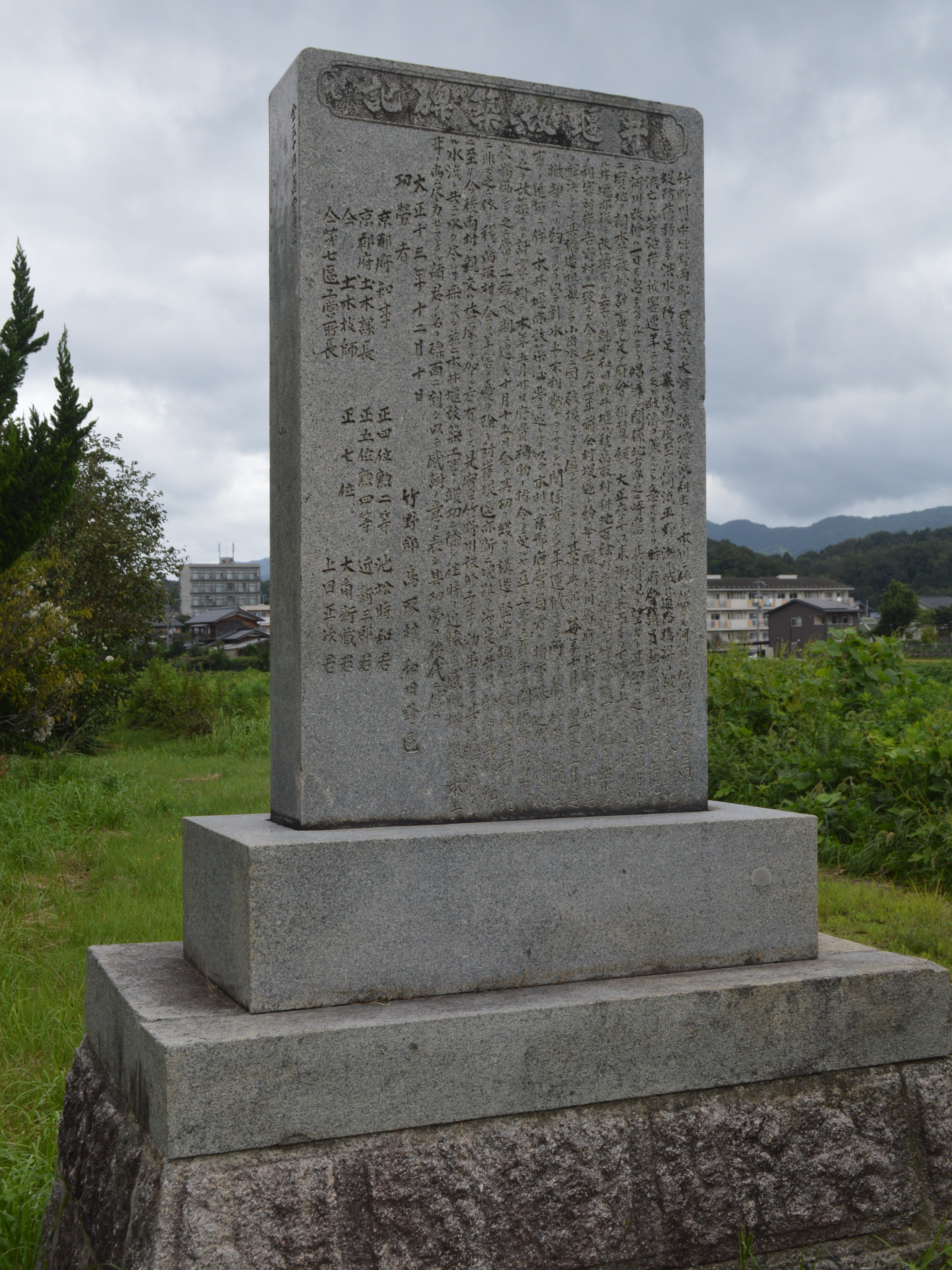
井堰改築碑
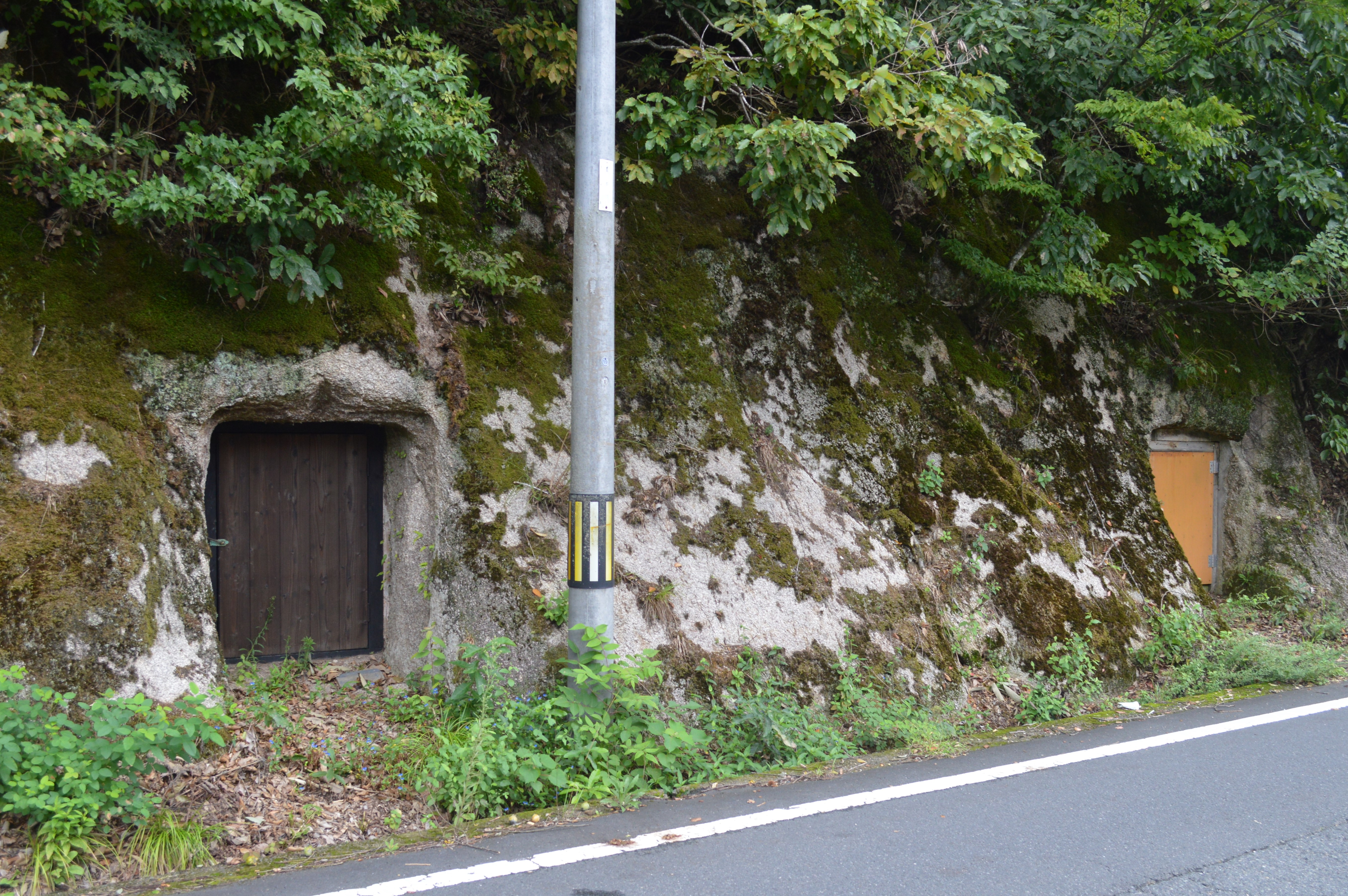
芋穴（貯蔵用の横穴）

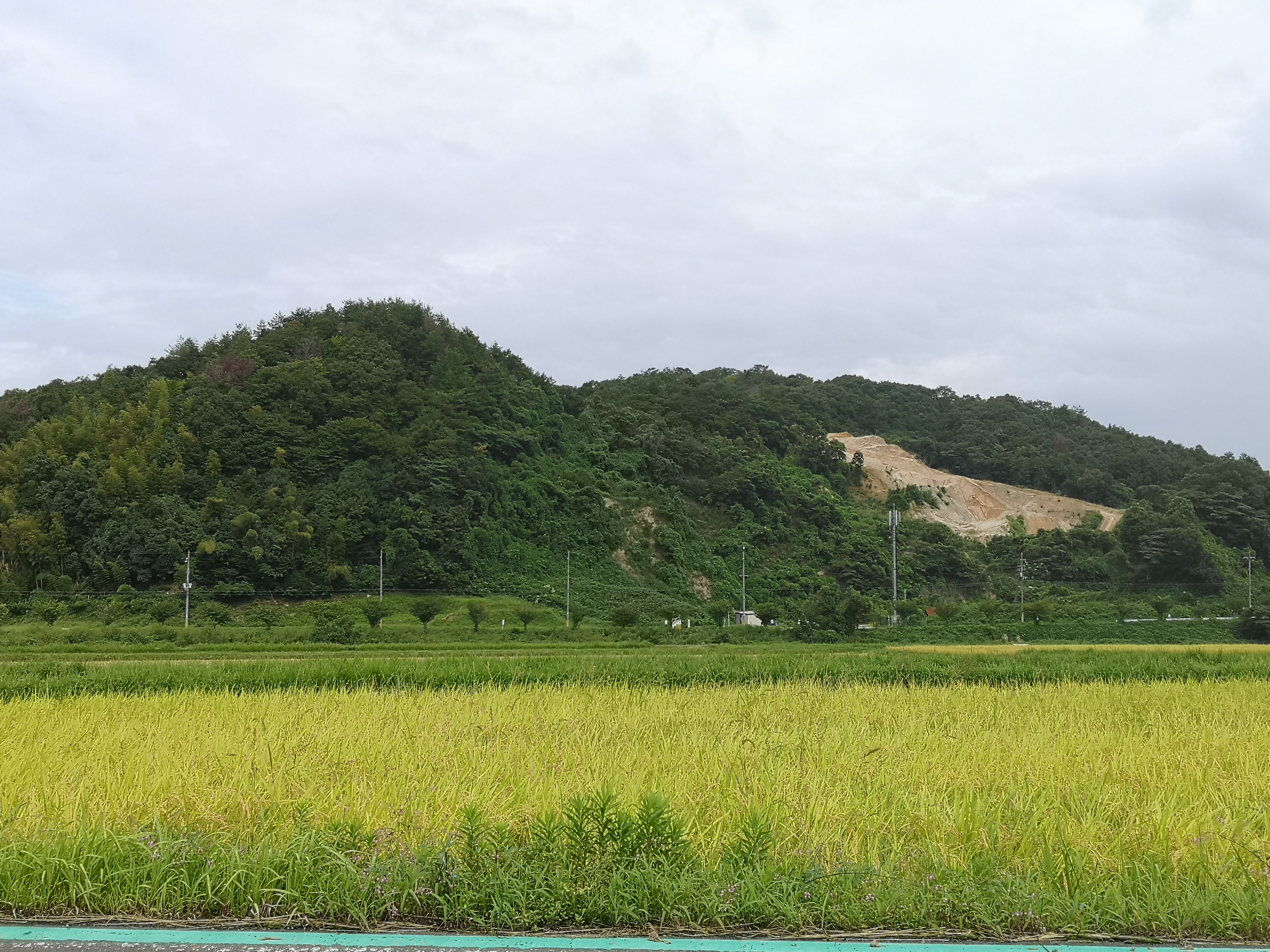
大田南古墳群
竹野川流域は野田川流域とともに丹後の文化的中心地だったとされ、古代遺跡が多数発見されている。和田野と峰山町の境には大田南古墳群があり、1990年（平成2年）から1995年（平成7年）にかけて発掘調査が行われた。
- 大田南5号墳 - 古墳時代前期の4世紀に築造された方墳である。石棺からは青龍3年（235年）の銘が入った直径17.4センチメートル、重さ570グラムの「方格規矩四神鏡」が発見されており、1996年（平成8年）6月27日には重要文化財に指定された。この鏡の由来は定かではないが、発見は新聞やテレビなどでトップニュースとして扱われ、「邪馬台国論争に新たな一石」などと報じられた。
- 大田南2号墳 - 古墳時代前期の4世紀に築造された古墳である。「画文帯環状乳神獣鏡」、鉄剣、土器などが発見されており、「画文帯環状乳神獣鏡」は日本国内では初の出土例である。後漢時代（2世紀後半）に中国の四川地域で製作されたと推定されている。1996年（平成8年）3月15日には京都府指定文化財に指定された。
- 大田南6号墳 - 古墳時代前期後半頃に築造された、直径28.5メートルの円墳である。墳頂部の平坦面に墓穴があり、木棺から石製腕輪、石釧、鉄製品が出土した。

太田2号墳
直径30メートルの大型円墳。1969年（昭和44年）に発掘調査が行われた。墳頂部からは木棺が検出され、墳丘裾には円筒埴輪が巡っていた。須恵器杯の間から勾玉・ガラス玉・管玉・切子玉が検出され、墳丘上からは子持脚付有蓋壺が出土した。
坂野丘遺跡
春日神社
和田野の氏神。旧名は椙森神社。主祭神は天児屋根命であり、近世に再建されたとされる本殿は覆屋の中にある。
愛宕神社
祭神は迦具津智命。祭礼は毎年7月24日。
西方寺
曹洞宗の寺院。本尊は阿弥陀如来。承応3年（1654年）に真言宗から曹洞宗に改宗し、寛文9年（1669年）に現在地に移った。天明8年（1788年）には現在の本堂が建築された。1942年（昭和17年）には金属供出によって梵鐘が強制的に供出されたが、1966年（昭和41年）には梵鐘が再興された。境内には1927年（昭和2年）に起こった北丹後地震の「北丹震災供養塔」があり、春雨工場の出火で死去した18人など、計35人の戒名が刻まれている。
和田野城趾
西方寺の裏山、愛宕山にある城址で三層からなる。弥栄町吉野、溝谷、深田などを一望する。縁城寺の過去帳の大永5年の記録に「和田野大和守」の名があり、この城の城主とみられる。
竹野川改修紀念碑
和田野橋下流の竹野川の改修工事、竹野川支流の溝谷川の改修工事が完成した際の記念碑。1913年（大正2年）9月に建立された。京丹後市商工会弥栄支所敷地内にある。
井堰改築碑
竹野川の改修工事と同時に井堰を近代化した際の記念碑。1924年（大正13年）に建立された。
- 春日神社
- 西方寺
- 井堰改築碑
- 芋穴（貯蔵用の横穴）

## 著名な出身者
- 芦田行雄 - 郷土史家。和田野にある芦田の別宅はコミュニティハウス「古与曾」となっている。
- 横島昇 - 英文学者・翻訳家・小説家。